# Лядов, Александр Васильевич
Александр Васильевич Лядов (1866 — после 1918) — российский государственный деятель, сенатор. Тайный советник.

## Биография
Родился 23 февраля (7 марта) 1866 года в семье Василия Ивановича Лядова.
В 1888 году окончил Императорское училище правоведения. Служил в министерстве юстиции, состоял чиновником 1-го департамента Правительствующего сената и 2-го департамента министерства юстиции, а также членом консультации. С 1 июня 1906 года — в должности начальника отделения личного состава 2-го департамента; был награждён орденами Св. Анны 2-й ст. (1902) и Св. Владимира 4-й ст. (1905).
С 1 января 1909 года — действительный статский советник; 31 декабря 1910 года был назначен на должность вице-директора уголовного департамента. Был членом консультации при министерстве. Также являлся директором и казначеем Санкт-Петербургского «Дамского попечительного о тюрьмах комитета», казначеем Общества попечения о семьях ссыльно-каторжан. В 1912 году получил орден Св. Владимира 3-й степени, в 1914 — орден Св. Станислава 1-й степени.
Был назначен сенатором 21 января 1917 года, но уже в декабре того же года ввиду революционных событий полномочия прекращены. В 1917 году получил чин тайного советника.
После Февральской революции допрашивался Чрезвычайной следственной комиссией Временного правительства.

### Роль в деле Бейлиса
Во время следствия по знаменитому делу, в котором еврея Менделя Бейлиса обвиняли в ритуальном убийстве мальчика Андрея Ющинского, Лядов был командирован в Киев министром юстиции Иваном Щегловитовым для надзора за следствием. Именно Лядов за неделю своего пребывания в городе окончательно направил следствие на «ритуальные» рельсы. По словам следователя Фененко, «Лядов приехал в Киев с готовым мнением; в кабинете прокурора палаты Чаплинского Лядов при мне сказал Чаплинскому, что министр юстиции не сомневается в ритуальном характере убийства, на что Чаплинский ответил, что он очень рад тому, что министр держится такого же взгляда, как и он». Лядов же свёл Чаплинского с лидером организации «Двуглавый орёл» Голубевым, который с этого момента стал оказывать важнейшее влияние на следствие. Именно Лядов оказывал давление на следственную бригаду, заставляя их принимать и проверять «улики», представляемые черносотенцами.

## Семья
С 19 апреля 1892 года был женат на дочери тайного советника петербургского почт-директора Николая Родионовича Чернявского Марии Николаевне (22.01.1873—?). У них родились дочери:
- Наталья (07.12.1895—?)
- Любовь (29.08 1898—?)